# Јоахимстал (Барним)
Јоахимстал (њем. Joachimsthal) град је у њемачкој савезној држави Бранденбург. Једно је од 24 општинска средишта округа Барним. Према процјени из 2010. у граду је живјело 3.292 становника. Посједује регионалну шифру (AGS) 12060100.

## Географски и демографски подаци
Јоахимстал се налази у савезној држави Бранденбург у округу Барним. Град се налази на надморској висини од 72 метра. Површина општине износи 120,2 km². У самом граду је, према процјени из 2010. године, живјело 3.292 становника. Просјечна густина становништва износи 27 становника/km².